# Paul Auguste Léon Méry
Paul Auguste Léon Méry, né le 24 mars 1858 à Bougival et mort le 8 novembre 1921 à Paris, est un peintre français.

## Biographie
Paul Auguste Léon Méry est le fils d'Alfred Émile Méry, artiste peintre, et de Marguerite Laligant. 
En 1881, il épouse Marie Edmée Berthe Chautard. 
Élève de son père, puis d'Émile Cagniart, il débute au Salon en 1883. Son frère Charles Léon est peintre également, sa sœur Marguerite (1838-1924) est professeur de piano.
Il meurt à l'âge de 63 ans à son domicile parisien de la Villa des Arts. Il est inhumé le 11 novembre au cimetière du Père Lachaise.